# Inconeuria porteri
Inconeuria porteri är en bäcksländeart som först beskrevs av Luisa Eugenia Navas 1919.  Inconeuria porteri ingår i släktet Inconeuria och familjen jättebäcksländor. Inga underarter finns listade i Catalogue of Life.